# Manex Silva
Manex Salsamendi Silva (Rio Branco, 24 luglio 2002) è un fondista brasiliano.

## Biografia
Ha fatto parte della spedizione brasiliana ai Giochi olimpici giovanili di Losanna 2020.
Ha rappresentato il Brasile ai Giochi olimpici invernali di Pechino 2022, dove si è classificato 70º nello sprint, 90º nella 15 km tecnica classica, 67º nello skiathlon e 58º nella 50 km, la cui distanza è stata ridotta a 28,4 km a causa delle condizioni climatiche avverse. Nel corso della cerimonia di chiusura dei Giochi ha sfilato come portabandiera del suo Paese. Ai Mondiali di Planica 2023 si è piazzato 87º nella 15 km e 78º nella sprint e a quelli di Trondheim 2025 è stato 114º nella 10 km, 86º nella sprint, 28º nella sprint a squadre e 26º nella staffetta.